# 平良村
平良村（へらそん）は、広島県佐伯郡にあった村。現在の廿日市市の南東部、上平良・下平良などにあたる。

## 地理
- 海洋 ： 広島湾
- 山岳 ： 折敷畑山
- 河川 ： 可愛川

## 歴史
- 1889年（明治22年）4月1日 - 町村制の施行により、上平良村・下平良村の区域をもって発足。
- 1956年（昭和31年）9月30日 - 廿日市町・原村・宮内村・地御前村と合併して廿日市町が発足。同日平良村廃止。

## 交通

### 鉄道路線
- 日本国有鉄道
  - 山陽本線
    - 廿日市駅
- 広島電鉄
  - 広島電鉄宮島線
    - 電車廿日市駅（現・広電廿日市駅）
    - 現在は旧村域に廿日市市役所前（平良）駅が所在するが当時は未開業。

### 道路
- 国道2号
- 西国街道

現在は旧村域に山陽自動車道の宮島サービスエリアが所在するが、当時は未開通。

## 施設
- 速谷神社
- 新宮神社